# Monastère de Tawang

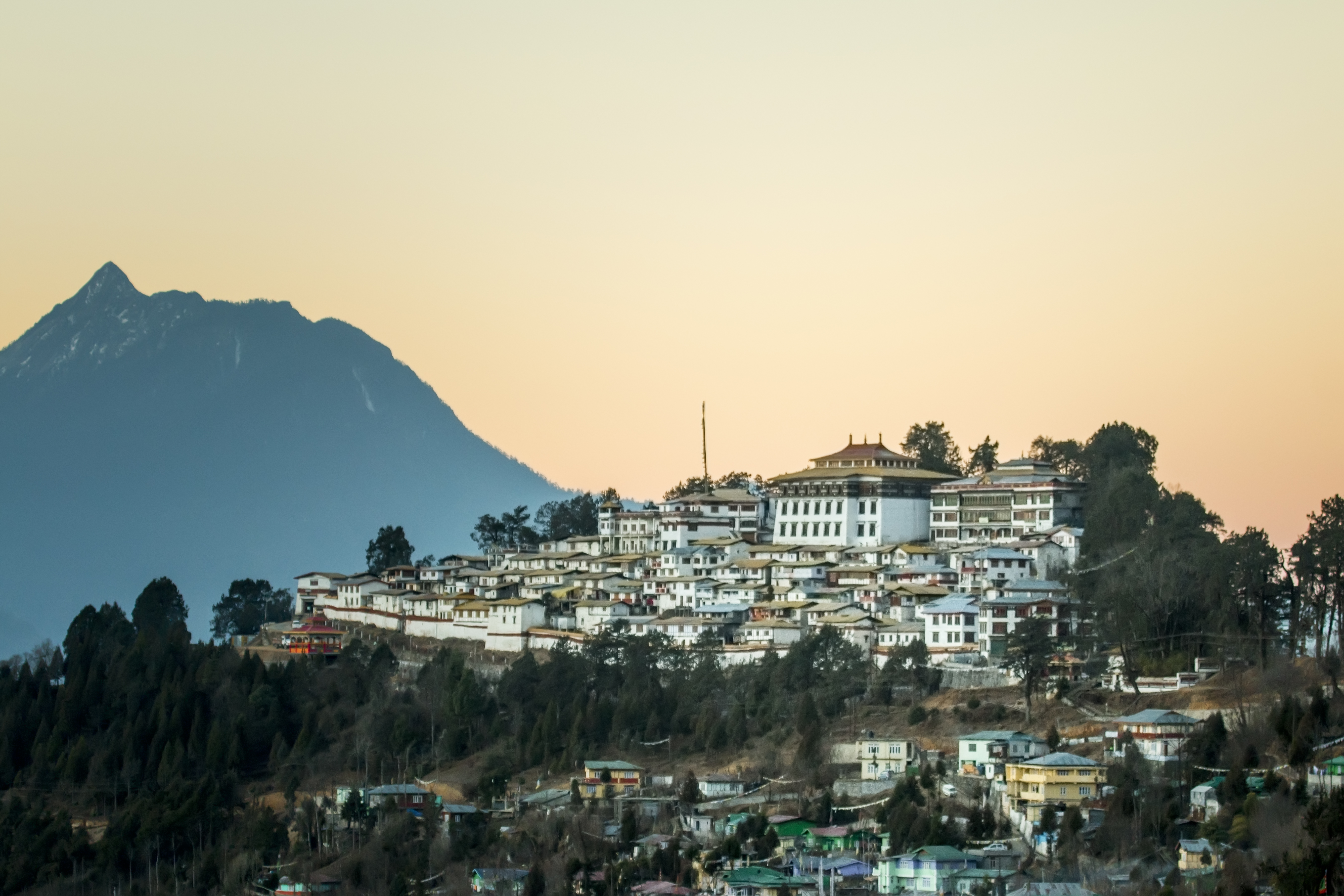
Le monastère de Tawang

Le Monastère de Tawang dans l'Arunachal Pradesh est le plus grand monastère de l'Inde. C'est un monastère bouddhique.

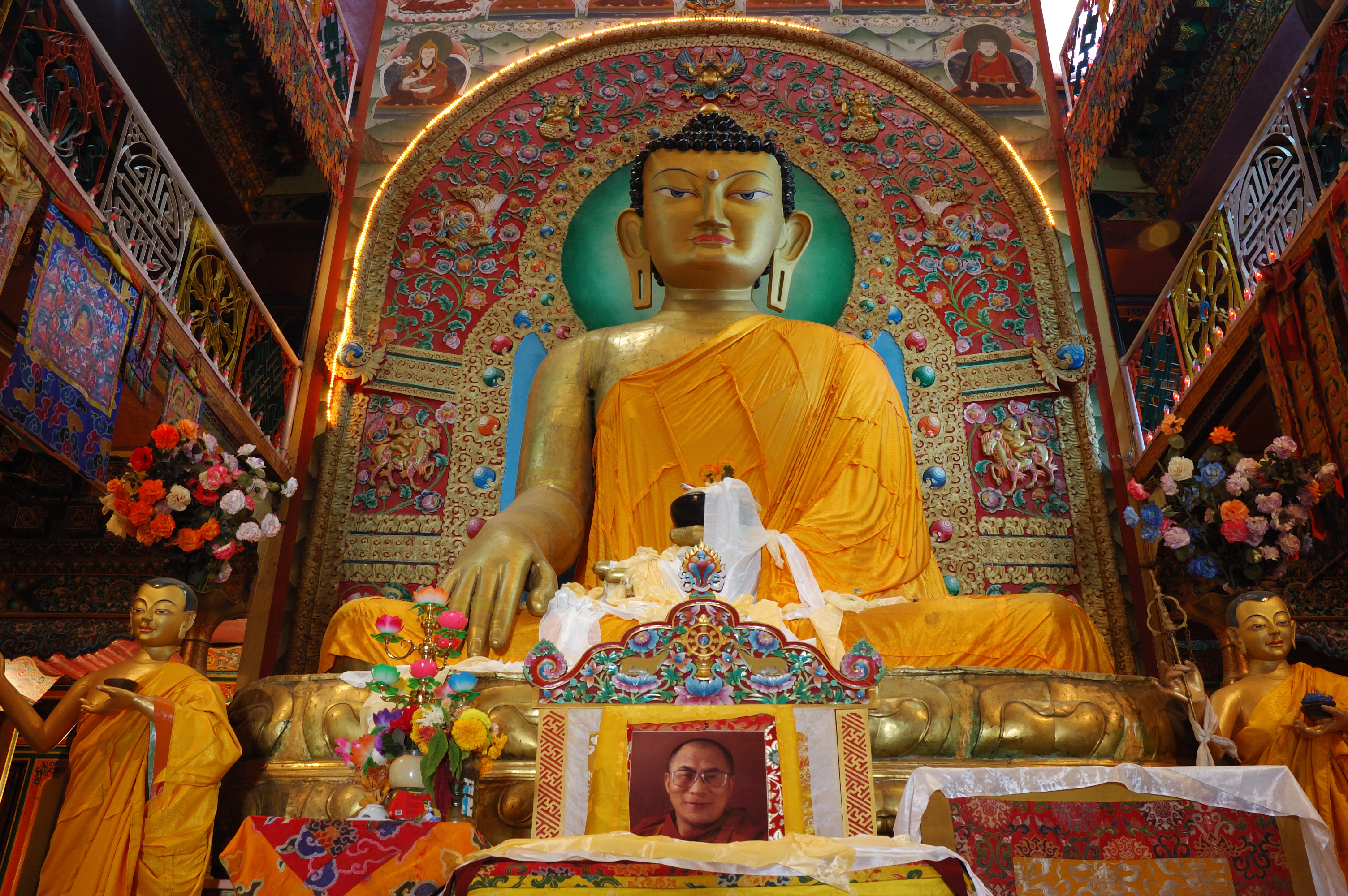
Statue du Buddha de Sakyamuni, haute de 8 mètres, dans le Monastère de Tawang.